# Tugulusaurus
Tugulusaurus (що означає «ящірка тугулу») — рід целурозаврових-тероподів, які належать до Alvarezsauroidea. Відомий з ранньокрейдової групи Тугулу в районі Урхе Китайської Народної Республіки. Це був один із перших представників Alvarezsauria, коли-небудь виявлених.

## Класифікація
Tugulusaurus спочатку був класифікований Донгом у 1973 році як член Ornithomimidae, в межах Coelurosauria. У наступні роки рід часто вважався nomen dubium. Однак у 2005 році Олівер Раухут і Сю Сін дійшли висновку, що це дійсний рід базальних целурозаврів з невідомою спорідненістю. У своєму кладистичному аналізі нещодавно описаних таксонів Bannykus і Xiyunykus, Xu et al. (2018) відновили Tugulusaurus як члена Alvarezsauria.